# Anima lachrymans
Anima lachrymans – tomik poetycki Jana Kasprowicza, wydany w 1894 we Lwowie, nakładem oficyny Jakubowskiego i Zadurowicza. 
Książka dzieli się na sześć cykli: Anima lachrymans, Pod sklepieniem niebios, Impressje, Z areny publicznej, Ezechiel i Obrazy, gawędy i opowiadania. Tom liczy pięćdziesiąt dwa utwory. Składające się na zbiorek wiersze charakteryzują się skomplikowaną budową wersyfikacyjną. Poeta wykorzystuje między innymi sonet, oktawę i strofę spenserowską. W tomiku Anima lachrymans widoczna jest fascynacja poety symbolizmem. Jeden z poematów Kasprowicz poświęcił angielskiemu romantykowi Percy'emu Bysshe Shelleyowi, którego dzieła, między innymi elegię Adonais, autor tłumaczył na język polski.